# Oura (Djibasso)
Pour les articles homonymes, voir Oura.
Oura est une commune située dans le département de Djibasso de la province de Kossi au Burkina Faso.

## Géographie
Oura est un village qui a été fondé par un chasseur bwaba venu de Safané et un peulh nomade[réf. nécessaire]. Il comprend plusieurs quartiers. Tous les habitants sont des cultivateurs, des éleveurs ou des artisans.